# اسلام‌آباد (شهربابک)
اسلام‌آباد، روستایی از توابع بخش مرکزی شهرستان شهربابک در استان کرمان است.

## جمعیت
این روستا در دهستان خاتون‌آباد قرار دارد و براساس سرشماری مرکز آمار ایران در سال ۱۳۹۵، جمعیت آن ? نفر ( خانوار) بوده‌است.